# Nimrod (Minnesota)
Nimrod es una ciudad ubicada en el condado de Wadena en el estado estadounidense de Minnesota. En el Censo de 2010 tenía una población de 69 habitantes y una densidad poblacional de 27,35 personas por km².

## Geografía
Nimrod se encuentra ubicada en las coordenadas 46°38′7″N 94°52′50″O / 46.63528, -94.88056. Según la Oficina del Censo de los Estados Unidos, Nimrod tiene una superficie total de 2.52 km², de la cual 2.39 km² corresponden a tierra firme y (5.24%) 0.13 km² es agua.

## Demografía
Según el censo de 2010, había 69 personas residiendo en Nimrod. La densidad de población era de 27,35 hab./km². De los 69 habitantes, Nimrod estaba compuesto por el 100% blancos, el 0% eran afroamericanos, el 0% eran amerindios, el 0% eran asiáticos, el 0% eran isleños del Pacífico, el 0% eran de otras razas y el 0% pertenecían a dos o más razas. Del total de la población el 0% eran hispanos o latinos de cualquier raza.